# Mandarina Duck
Mandarina Duck est une entreprise de mode italienne spécialisée dans la fabrication des valises, sacs de voyage, maroquinerie et autres accessoires de mode.
Son siège principal est à Bologne, en Italie, et elle a des filiales à Paris, Londres, Vienne, Barcelone, Düsseldorf et de nombreux points de vente partout dans le monde.

## Histoire
Mandarina Duck a été fondée par Paolo Trento et Pietro Mannato en 1977, et sa première collection s'appelait Utility. Le nom de la marque Mandarina Duck et son logo prennent inspiration d'une race de canard, le Canard mandarin, qui vit entre la Russie et la Chine.

## Production
Mandarina Duck produit une vaste gamme de valises et sacs de voyage, sacs à main et petite maroquinerie. Dans les dernières années l'entreprise a produit aussi des lunettes de soleil, des montres et, en 2007, un téléphone portable.